# 6184 Nordlund
6184 Nordlund eller 1987 UQ3 är en asteroid i huvudbältet, som upptäcktes 26 oktober 1987 av den danska astronomen Poul Jensen vid Brorfelde-observatoriet. Den är uppkallad efter den danske astrofysikern Aake Nordlund.
Den har den diameter på ungefär 4 kilometer.